# آنتون کیروف
آنتون کیروف (به‌بلغاری: Антон Киров؛ زاده ۱۹۹۰میلادی ژانویه ۲۲) یک بلغاری فوتبالیست که در پست مدافع فوتبال بازی می‌کند.